# Аня Рингрен Ловен
Аня Рингрен Ловен е датска общественичка.
Тя е основателка на благотворителната организация DINNødhjælp, която от 2012 г. защитава и спасява деца в Нигерия, обвинени във вещерство.
Става известна през 2016 г., когато снимка от нейна акция за спасяване на деца-вещици взривява интернет пространството. На снимката Аня е клекнала пред малко, голо, гладуващо момче, на което дава вода. Впоследствие Аня води момчето в детски център в Нигерия, където то по чудо оцелява. Кръщава го Надежда (Hope), а спасителната операция се превърна в основен катализатор в борбата на Ловен да разкаже на останалия свят за децата-вещици и суеверието, преобладаващо в Нигерия.

## Кариера
Завършила е гимназията Фредериксхавн през 1998 г. След средното си образование Ловен пътува със сестра си близначка до Израел в Кибуц. През 2001 г. тя е обучена за стюардеса в „Maersk Air“, но шест месеца по-късно Ловен напуска работата си, за да се грижи за майка си, болна от рак на белия дроб. След смъртта ѝ, Ловен се премества за първи път в Олборг през 2002 г. и няколко години по-късно в Орхус, където работи в магазин за дрехи.
През 2009 г. в продължение на три месеца тя пътува до Малави като наблюдател на Националната църковна помощ. Когато се завръща у дома, Ловен започва да събира пари за проект за ремонт на училище в Танзания.
Три години по-късно, през 2012 г., основава DINNødhjelp, докато работи като продавач в магазина за дрехи RAW в Орхус. На следващата година тя напуска работата си и продава всичко, което притежава, за да преследва мечтата си да спаси така наречените „деца на вещици“ в Нигерия, които са обвинени, че са вещици и са изгонени или измъчвани до смърт поради широкото суеверие в Нигерия.
През 2014 г., за да отворят сиропиталище в Нигерия, Ловен и нигерийският студент по право Дейвид Емануел Умем основават сестринската организация на DINNet Relief – Африканска фондация за детска помощ, образование и развитие (ACAEDF).
През 2015 г. Ловен и Умем купуват голямо парче земя в щата Аква Ибом в Нигерия, където с помощта на „Инженери без граници“ построяват детски център „Земята на надеждата“, към които, наред с други неща, функционират детска болница и бизнес училище. „Земята на надеждата“ e обект с място за 100 деца, предназначен да осигури безопасна и любяща среда за децата и в същото време като важен елемент в борбата срещу суеверието в страната.
Ловен работи и живее последователно в Дания и Нигерия.
Изнася лекции от 2014 г. за това какво означава да продаваш всичко, което притежаваш, за да преследваш мечтата си. В лекциите тя разказва, наред с други неща, за живота в Детския център „Земята на надеждата“.

## Личен живот
Аня Рингрен Ловен е родена и израснала във Фредериксхавн.
Партньор на Аня е Дейвид Емануел Умем, заедно с когото имат син – Дейвид младши, роден на 13 август 2014 г.

## Постижения
- 2016 Най-вдъхновяващ човек в света; списание OOOM[9][10]
- Медал на Нилс Ебесен за 2016 г.[11]
- 2017 стипендия Пол Харис[12]
- Награда „Надежда“ 2017[13]

Работата на Ловен в Нигерия е призната от Далай Лама, който я кани в Индия, за да благодари лично. Срещата бива излъчена в документалния филм „Сиропиталището на Аня“ на DR2 на 23 април 2018 г.